# Akademischer Seglerverein
Akademische Seglervereine (ASV) sind Sportvereine, die sich der Förderung des studentischen Segelns verpflichtet fühlen.

## Geschichte

### 1886 bis 1945
Der erste Akademische Segler-Verein wurde 1886 gegründet: Akademischer Segler-Verein in Berlin. 1901 wurde der Akademische Segler-Verein in München, 1904 der zu Danzig (1904), 1908 der zu Greifswald, 1910 der in Kiel, 1919 der zu Rostock, 1922 der ASV zu Hamburg und 1936 der ASV zu Hannover (als Nachfolger des 1874 gegründeten Akademischen Vereins der Polytechniker) gegründet.
Die ersten drei Vereine entstanden an Technischen Hochschulen. Sie betrachteten sich als Studentenverbindung, waren aber nicht farbentragend und stellten keine Mensuren. Sie  standen aber zum Schwarzen Prinzip. (Das bedeutete, dass man die Mensur ablehnte, jedoch Satisfaktion auf Säbel gab.)
Die ersten Akademischen Segler-Vereine an den Universitäten in Greifswald, Kiel und Hannover formierten sich dagegen  nicht als Studentenverbindung. Weil dort  bereits zahlreiche stark frequentierte Studentenverbindungen existierten (die z. T. auch eigene Boote betrieben) und folglich die meisten Studenten bereits anderweitig aktiv waren, wollte man sich nicht als Verbindung verstehen, um möglichst viele Akademiker anzusprechen.
Der Hamburger ASV gegründet 1922 war seinerzeit farbentragend und hatte seine Kneipe im Clubhaus des Norddeutschen Regatta Vereins. (Diese Studentenverbindung hat keine Verbindung zum heutigen ASV Hamburg von 1954.)
Die Zeit des Nationalsozialismus konnten die meisten relativ unbehelligt überstehen, da sie vom NS-Regime nicht als Studentenverbindung gesehen wurden und sich deshalb nicht auflösen mussten.

### Nachkriegszeit
Nach 1945 wurden die Vereine in Danzig, Greifswald und Rostock aufgelöst. In der DDR wurden dafür an den beiden Universitäten in den allgemeinen Hochschulsportgemeinschaften jeweils eine „Sektion Segeln“ gegründet.
Die Allgemeinen Segler-Vereine in Berlin-Charlottenburg, München und Kiel konnten dagegen fortbestehen. Der ASV in Kiel übernahm einen Teil der Tradition aus Danzig, darunter den Peter von Danzig, der von deren Mitgliedern noch unter Beschuss der Roten Armee und mit Flüchtlingen überladen gerettet werden konnte.
1954 wurde der Akademische Segler-Verein Hamburg e. V. – offen auch für nicht Studierte – gegründet, 1961 die Akademische Seglervereinigung Stuttgart, ebenfalls 1961 der Akademische Seglerverein der RWTH in Aachen. (Dessen Aufnahme in den VASV dauerte jedoch bis 1962 an.) In Lübeck wurde 1968 der Greifswalder ASV 1968 von überlebenden Mitgliedern als „ASV Greifswald zu Lübeck“ wiedergegründet.

### Seit 1990
Nach 1989 entstanden in Rostock zwei Akademische Seglervereine (Akademischer Segler-Verein zu Rostock und Akademischer SegelVerein Warnemünde), wobei der Akademische Segler-Verein zu Rostock auf den ursprünglichen 1919 gegründeten Verein (Rechtsnachfolger) zurückgeht. In Greifswald traten die Mitglieder der Sektion Segeln der Hochschulsportgemeinschaft aus dieser aus und gründeten einen neuen ASV zu Greifswald, der jedoch die Tradition des ehemaligen 1945 aufgelösten Vereines für sich beanspruchte. Dies führte zu jahrelangen Auseinandersetzungen mit dem ASV Greifswald zu Lübeck. Mittlerweile besteht ein relativ freundliches Miteinander.

## Verband der Akademischen Seglervereine (VASV)
Die meisten Akademischen Seglervereine sind heute im „Verband der Akademischen Seglervereine“ (VASV) organisiert. Obwohl hierdurch eine Wertegemeinschaft zwischen den einzelnen Vereinen fortbesteht, sind die traditionellen Prinzipien in den Mitgliedsvereinen sehr unterschiedlich verwirklicht.

### Als studentische Verbindung
Den ASV Berlin und den ASV in München prägen nach wie vor die Elemente einer Studentenverbindung (wie zum Beispiel das Prinzip der Mitgliedschaft auf Lebenszeit sowie die Führung durch junge Studenten).

### Als studentischer Segelverein
Der Gegenpol hierzu sind der ASV-Hamburg von 1954, ASV zu Greifswald, der ASV Stuttgart, die Studentische Seglergemeinschaft Tübingen und die Akademische Segelgruppe Karlsruhe, die sich als reine, jedoch studentisch bzw. akademisch geprägte, Segelvereine verstehen und keinerlei verbindungstypische Merkmale aufweisen.

### Jüngster Verein
Der jüngste ASV ist der 2012 in Halle an der Saale gegründete ASV zu Halle.

## Übersicht der akademischen Segelvereine
| Gründung  | Verein                                       | kurz      |
| --------- | -------------------------------------------- | --------- |
| 1886      | Akademischer Segler-Verein in Berlin         | ASV       |
| 1901      | Akademischer Segler-Verein in München        | ASViM     |
| 1904      | Akademischer Segler-Verein zu Danzig         |           |
| 1908      | Akademischer Seglerverein zu Greifswald      | ASVG      |
| 1910      | Akademischer Segel-Verein in Kiel            | ASV i. K. |
| 1919/1989 | Akademischer Segler-Verein zu Rostock        | ASVzR     |
| 1922      | Akademischer Segler-Verein zu Hamburg        | ASVHH     |
| 1936      | Akademischer Segler-Verein zu Hannover       | ASVzH     |
| 1961      | Akademische Seglervereinigung Stuttgart      | ASVS      |
| 1961      | Akademischer Seglerverein der RWTH in Aachen | ASViA     |
| 1958      | ASV Greifswald zu Lübeck                     | ASVGzL    |
| 1989      | Akademischer SegelVerein Warnemünde          | ASVW      |
| 2012      | Akademischen Segler-Verein zu Halle          |           |